# Van Wert
|  | Per a altres significats, vegeu «Van Wert (Iowa)». |

Van Wert és una ciutat dels Estats Units a l'estat d'Ohio. Segons el cens del 2000 tenia 10.690 habitants.

## Demografia
Segons el cens del 2000, Van Wert tenia 10.690 habitants, 4.556 habitatges, i 2.947 famílies. La densitat de població era de 696 habitants per km².
Dels 4.556 habitatges en un 29,3% hi vivien nens de menys de 18 anys, en un 50,1% hi vivien parelles casades, en un 10,7% dones solteres, i en un 35,3% no eren unitats familiars. En el 31% dels habitatges hi vivien persones soles el 14% de les quals corresponia a persones de 65 anys o més que vivien soles. El nombre mitjà de persones vivint en cada habitatge era de 2,31 i el nombre mitjà de persones que vivien en cada família era de 2,88.
Per edats la població es repartia de la següent manera: un 24,1% tenia menys de 18 anys, un 9,3% entre 18 i 24, un 26,7% entre 25 i 44, un 22,2% de 45 a 60 i un 17,7% 65 anys o més.
L'edat mediana era de 38 anys. Per cada 100 dones de 18 o més anys hi havia 86,1 homes.
La renda mediana per habitatge era de 33.205 $ i la renda mediana per família de 41.711 $. Els homes tenien una renda mediana de 31.441 $ mentre que les dones 23.143 $. La renda per capita de la població era de 17.413 $. Aproximadament el 5% de les famílies i el 7,1% de la població estaven per davall del llindar de pobresa.

## Poblacions properes
El següent diagrama mostra les poblacions més properes.